# What Goes Around.../...Comes Around
"What Goes Around.../...Comes Around" je pjesma američkog pjevača Justina Timberlakea s njegovog drugog studijskog albuma FutureSex/LoveSounds. Pjesma ima sličnosti s njegovom 5 godina starijom pjesmom "Cry Me a River"; iako Timberlake nije rekao kome je napisao pjesmu, javnost je stvorila svoju interpretaciju riječi pjesme.
Pjesma je objavljena kao treći singl albuma 8. siječnja 2007. godine te je postala Timberlakeov treći singl broj jedan za redom na američkoj ljestvici Billboard Hot 100. "What Goes Around.../...Comes Around" je uglavnom primila pozitivne odgovore kritike. Nominirana je za pjesmu godine te je osvojila Grammy za "najbolju mušku pop vokalnu izvedbu".

## Pozadina i produkcija
Nakon objavljivanja svog debitantskog albuma Justified 2002. godine, Justin Timberlake je smatrao da je "izgubio glas" u smislu da mu se "ne sviđa ono što radi". Osjećao se "istrošeno" nakon objave albuma Justified; što je dijelom utjecalo na smjer njegove karijere, upustio se u filmsku industriju te uzeo predah od glazbene industrije.

Kada se osjećao nadahnutim za snimanje pjesama, nije tražio ponovno ujedinjenje bivše grupe 'N Sync, što je mislio nakon prvog samostalnog albuma. Umjesto toga, otišao je do studija prijašnjeg suradnika Timbalanda u Virginia Beach, Virginia, krajem 2005. godine. No, ni jedan od njih nije znao kako će album izgledati; nisu imali nikakav plan, čak ni naslov. Rekao je Timbalandu da napravi preradu pjesme "Cry Me a River" pet-šest puta. Timbalandov štićenik Nate "Danja" Hills je rekao: 
»Nismo imali nikakvu smjernicu osim pjesme "Cry Me a River", ali ne u smislu oponašanja pjesme nego u smislu veličine pjesme. Nije bilo smjernice kako on želi da pjesma zvuči zato što imao smjernice kako će zvučati njegov album.«
Naslov pjesme u slobodnom prijevodu znači "sve se vraća, sve se plaća" što upućuje na to da se u pjesmi radi o izdaji.
Dok su bili u studiju, Timberlake, Danja i Timbaland su se zezali i svirali bez veze. No, kada je Danja počeo svirati gitaru, privukao je Timberlakeovu pažnju. Počeo je zujati melodiju "What Goes Around.../...Comes Around" te su tada riječi same došle. Timbaland je bio na klavijaturama pored Danje koji je bio na bubnjevima. Danja je rekao da je "sve dolazilo samo od sebe u isto vrijeme". Nakon što su osmislili glazbu, Timberlake nikad nije zapisao riječi pjesme te je za sat vremena bio spreman snimiti pjesmu. Dok je Timberlake bio u kabini za pjevanje, osnovni dio pjesme je bio gotov te je tada Timbaland producirao preludij pjesme. Timberlake je otpjevao pjesmu nekoliko puta kako bi popunio praznine. Tijekom snimanja Timbaland i Danja su dodali sve ostalo, uključujući bas i gitaru.

Nakon završetka pjesme Timbaland je zadirkivao Justina. Justin je odgovorio: 
»Idemo napraviti nešto što nikada ne bi napravili. Idemo jednostavno skroz lijevo pa ćemo vidjeti što će se dogoditi.«
Njegov odgovor ih je motivirao te su na kraju završili s produkcijom deset pjesama za album.

## Kompozicija pjesme
"What Goes Around.../...Comes Around"

"What Goes Around.../...Comes Around" je pop/R&B pjesma sporog ritma. S umjerenim i srednje sporim taktom, tempo iznosi 72 takta u minuti.
Pjesma se sastoji od interludija nazvanim "Comes Around" koji traje dvije minute s pozadinskim vokalima producenta pjesme Timbalanda. Pjesma je dosta slična vrsti glazbe s Timbetlakeovog prijašnjeg albuma Justified, no to je i jedina veza između FutureSex/LoveSounds i Justified.
"What Goes Around.../...Comes Around" je pjesma o izdaji i oprostu. Timberlake je otkrio da je pjesma pisana po iskustvu koje je iskusio njegov prijatelj. No, javnost je stvorila svoju interpretaciju riječi pjesme te se nagađa da je nastavak pjesme "Cry Me a River". Bill Lamb je napisao da pjesma ima "upozoravajuću priču u riječima pjesme". Prema njemu, nakon slušanja riječi, mnogobrojni obožavatelji i kritika napominju da je pjesma slična "Cry Me a River" koja je navodno o njegovoj vezi s bivšom djevojkom, pop pjevačicom Britney Spears. IGN je komentirao da pjesma predstavlja "isti intrigantni ugođaj".

## Objavljivanje i prihvaćenost pjesme
"What Goes Around.../...Comes Around" je objavljena kao treći singl s albuma FutureSex/LoveSounds, nakon "SexyBack" i "My Love". Singl je objavljen 26. veljače 2007. godine u Ujedinjenom Kraljevstvu, 5. travnja u SAD-u te 17. ožujka u Australiji. Nakon "What Goes Around.../...Comes Around" objavljen je singl "LoveStoned" kao četvrti singl.
Pjesma je uglavnom primila pozitivne komentare kritike. Rolling Stone je pjesmu nazvao "uzvišenom baladom s Timberlakeovim glasom ljutnje, sa stihovima i refrenima koji skupa daju nesmotren efekt". About.com pjesmu je opisao kao "jednu od najdivnijih melodija godine". Entertainment Weekly pjesmu je nazvao "izvanrednom" odmah uz "LoveStoned". IGN je pjesmu nazvao "dosadnom", ali je pohvalio korištenje pozadinskih vokala i instrumenata.
"What Goes Around.../...Comes Around" je zauzela broj 24 na ljestvici 100 najboljih pjesama 2007. godine Rolling Stonea. Na 50. dodjeli nagrade Grammy pjesma je dva puta nominirana, osvojila je nagradu za "najbolju mušku pop vokalnu izvedbu", ali je izgubila od pjesme Amy Winehouse "Rehab" za "pjesmu godine".

## Glazbeni video
Glazbeni video za pjesmu "What Goes Around.../...Comes Around" snimljen je kao kratki film. Režirao ga je Samuel Bayer, čiji je prvi redateljski uradak bio glazbeni video za "Smells Like Teen Spirit", pjesmu Nirvane iz 1991. godine. Glazbeni video traje preko devet minuta. Dijaloge je napisao redatelj filma Alpha Dog, Nick Cassavetes, koji je prije surađivao s Timberlakeom na filmu. Glavnu žensku ulogu u videu dobila je Scarlett Johansson. Snimanje je trajalo tri dana između Božića i Nove godine u Los Angelesu. Scena zore snimana je 8. siječnja, nakon što je većina videa bila završena.
Glazbeni video počinje razgovorom Justina Timberlakea i Scarlett Johansson na terasi noćnog kluba u stilu Moulin Rougea iz 1950-ih godina. U početku ona odbija njegova nabacivanja, no kasnije odlazi s njim do njegovog stana. Zatim su prikazani u krevetu razmjenjujući nježnosti. Nakon toga Scarlett skoči u bazen ispred kuće te se pretvara kao da se utapa. Justin je očajnički izvlači iz vode i pokušava je oživjeti, a ona se odjednom počne smijati te ga poljubi. Sljedeća scena ih opet prikazuje u noćnom klubu gdje je Justin upoznaje s pijanim Shawnom Hatosyjem nazivajući je "onom pravom". Hatosy izgleda zainteresiran za Scarlett iako mu Justin govori da malo ohladi. Zatim ga zamoli "da je pripazi" te odlazi. Kad se vrati nađe njih dvoje kako se ljube na stepenicama. Nakon što nekoliko puta udari Hatosyja i posvađa se sa Scarlett, ona u suzama pobjegne u svom Chevrolet Corvette C2 Sting Ray iz 1967. godine. Justin je slijedi sa svojom Porsche Carrerom GT. Nakon potjere Scarlett naleti na zapaljeni auto nasred ceste te se prevrće. Od siline nesreće ona ispada iz auta, a Justin je pronalazi nekoliko metara pored. Izađe iz auta te klekne pored mrtvog tijela, a video završava kada se kamera uzdigne prema nebu.
Glazbeni video za pjesmu "What Goes Around.../...Comes Around" premjerno je prikazan 9. veljače 2007. godine na iTunes-u. Četiri dana poslije, 13. veljače, debitirao je na broju devet MTV-jeve emisije Total Request Live, a 7. svibnja popeo se na broj sedam. U Kanadi je debitirao 26. siječnja 2007. godine na broju 22, a broj jedan je dosegao 27. travnja te je na ljestvici ostao sedam tjedana za redom. Video je bio komercijalno uspješan te je postao najprodavaniji na iTunes-u. U četiri dana prodano je 50.000 primjeraka. Justin Timberlake je jedan od važnijih izvođača koji je objavio glazbeni video na download platformi.
U rujnu 2007. godine pjesma "What Goes Around.../...Comes Around" osvojila je nagradu MTV Video Music Award za najbolju režiju. Također je bila nominirana za video godine, ali nagradu je dobio Rihannin video za pjesmu "Umbrella".

## Popis pjesama
CD1
1. "What Goes Around.../...Comes Around" (Radio Edit) – 5:09
2. "What Goes Around.../...Comes Around" (Mysto & Pizzi Main Mix) – 6:19

CD2
1. "What Goes Around.../...Comes Around" (Radio Edit) – 5:09
2. "Boutique In Heaven" – 4:12
3. "What Goes Around.../...Comes Around" (Wookie Mix) – 7:29
4. "What Goes Around.../...Comes Around" (Sebastien Leger Mix) – 4:14
5. "What Goes Around.../...Comes Around" (Junkie XL Small Room Mix) – 4:54

## Službene verzije
- "What Goes Around.../...Comes Around" (Paul van Dyk Club Mix) – 8:48
- "What Goes Around.../...Comes Around" (Paul van Dyk Dub) – 8:19
- "What Goes Around.../...Comes Around" (Junkie XL Big Room Extended Mix) – 9:49
- "What Goes Around.../...Comes Around" (Junkie XL Small Room Mix) – 4:56
- "What Goes Around.../...Comes Around" (Quentin Harris Mix) – 10:29
- "What Goes Around.../...Comes Around" (Mysto & Pizzi Main Mix) – 7:44
- "What Goes Around.../...Comes Around" (Terry Hunter Remix) – 6:24
- "What Goes Around.../...Comes Around" (Larry Rock Remix) – 6:00

## Top liste
| Top liste (2007.)      | Najviša pozicija |
| ---------------------- | ---------------- |
| Australija             | 3                |
| Austrija               | 5                |
| Belgija                | 8                |
| Danska                 | 15               |
| Finska                 | 3                |
| Francuska              | 5                |
| Irska                  | 6                |
| Italija                | 11               |
| Kanada                 | 47               |
| Nizozemska             | 6                |
| Njemačka               | 5                |
| Norveška               | 7                |
| Novi Zeland            | 3                |
| Rumunjska              | 1                |
| Švedska                | 5                |
| Švicarska              | 5                |
| Turska                 | 1                |
| Ujedinjeno Kraljevstvo | 4                |
| SAD Billboard Hot 100  | 1                |
| SAD Billboard Pop 100  | 1                |